# Ribeirinha (ribeira)
Ribeirinha é um curso de água português situado na localidade da Ribeirinha (Lajes do Pico), concelho de Lajes do Pico, ilha do Pico, arquipélago dos Açores.
A Ribeirinha tem origem a uma cota de altitude de cerca de 600 metros numa zona de forte densidade florestal, nas imediações do Cabeço da Serreta.
A sua bacia hidrográfica procede à drenagem da elevação do Cabeço da Serreta. 
O curso de água desta ribeira que desagua no Oceano Atlântico, fá-lo na costa entre o local das Pontas e o Ilhéu do Bufo.